# زقين منتشر
زقين منتشر (الاسم العلمي:Diascia diffusa) هو نوع من النباتات يتبع جنس الزقين من الفصيلة الغدبية.